# Robert Strange (Schauspieler, 1881)
Robert George Strange (* 26. November 1881 in New York City, New York; † 22. Februar 1952 in Hollywood, Los Angeles, Kalifornien) war ein US-amerikanischer Schauspieler.

## Leben
Strange wurde am 26. November 1881 als Sohn von William Crawford Strange und Mary Young in New York City geboren. Er hat einen jüngeren Bruder. Er besuchte die Columbia Grammar & Preparatory School und die Columbia University, in dessen Football-Team spielte. Im Alter von 17 Jahren einen Rekord im Radrennsport auf und war acht Saisons lang Torwart der Eishockeymannschaft des New York Athletic Club. Er konnte in dieser Zeit zwei Meisterschaften gewinnen. In erster Ehe war er ab dem 1. Juni 1905 mit Florence Stockwell verheiratet. Ab dem 9. Januar 2021 war er mit der Schauspielerin Diantha Pattison (1894–1975) verheiratet, auch diese Ehe wurde geschieden.
Von 1913 bis 1933 war er als Schauspieler am Broadway tätig. Ab 1931 spielte er in Tonfilmen mit. Größere Rollen übernahm er unter anderen in I Found Stella Parrish, Frisco Kid, The Story of Vernon and Irene Castle und Adventures of Captain Marvel.
Er starb am 2. Februar 1952 im Alter von 70 Jahren im Motion Picture Country Hospital.

## Filmografie (Auswahl)
- 1931: Der lächelnde Leutnant (The Smiling Lieutenant)
- 1931: The Cheat
- 1932: The Misleading Lady
- 1932: Harem Scarem (Kurzfilm)
- 1932: The Crane Poison Case (Kurzfilm)
- 1932: Blondie of the Follies
- 1934: These Thirty Years
- 1934: Gambling
- 1935: Special Agent
- 1935: I Found Stella Parrish
- 1935: Frisco Kid
- 1936: The Murder of Dr. Harrigan
- 1936: You May Be Next!
- 1936: The Leathernecks Have Landed
- 1936: Louis Pasteur (The Story of Louis Pasteur)
- 1936: Der wandelnde Leichnam (The Walking Dead)
- 1936: Roaming Lady
- 1936: Trapped by Television
- 1936: Der Verschwender (Spendthrift)
- 1936: White Legion
- 1936: Beware of Ladies
- 1936: Beloved Enemy
- 1937: Stolen Holiday
- 1937: John Meade’s Woman
- 1937: Mord im Nachtclub (Marked Woman)
- 1937: The Last Train from Madrid
- 1937: Partners in Crime
- 1938: Racket Busters
- 1938: Sky Giant
- 1938: I Stand Accused
- 1939: The Great Man Votes
- 1939: Zum Verbrecher verurteilt (They Made Me a Criminal)
- 1939: The Saint Strikes Back
- 1939: An Hour for Lunch (Kurzfilm)
- 1939: You Can’t Get Away with Murder
- 1939: The Story of Vernon and Irene Castle
- 1939: The Spellbinder
- 1939: Nur dem Namen nach (In Name Only)
- 1939: The Angels Wash Their Faces
- 1939: Missing Evidence
- 1940: Paul Ehrlich – Ein Leben für die Forschung (Dr. Ehrlich’s Magic Bullet)
- 1940: Castle on the Hudson
- 1940: Gambling on the High Seas
- 1940: King of the Royal Mounted
- 1940: The Flag of Humanity
- 1941: Entscheidung in der Sierra (High Sierra)
- 1941: Robin Hood of the Pecos
- 1941: Mr. District Attorney
- 1941: Adventures of Captain Marvel
- 1941: Phantom des Schreckens (Invisible Ghost)
- 1941: Desert Bandit
- 1941: Paper Bullets
- 1941: Blondie in Society
- 1941: Dressed to Kill
- 1941: Herzen in Flammen (Manpower)
- 1941: Der Teufel und Daniel Webster (The Devil and Daniel Webster/All That Money Can Buy)
- 1941: Arizona Cyclone
- 1942: Der wilde Bill (Wild Bill Hickok Rides)
- 1942: Law of the Jungle
- 1942: South of Santa Fe
- 1942: The Mad Monster
- 1942: Nyoka – Herrin der Beduinen (Perils of Nyoka)
- 1943: Haruschi, Sohn des Dr. Fu Man Chu (G-Men vs. The Black Dragon)
- 1943: Dead Men Walk
- 1943: Mr. Lucky
- 1944: Captain America
- 1944: Rosie the Riveter
- 1944: Thoroughbreds
- 1945: Ein Baum wächst in Brooklyn (A Tree Grows in Brooklyn)
- 1945: Crime, Inc.
- 1945: The Phantom of 42nd Street
- 1945: Gangs of the Waterfront
- 1948: Silver Trails
- 1948: The Far Frontier
- 1949: Die Straße der Erfolgreichen (Flamingo Road)
- 1952: Des Satans Satellit (Satan’s Satellites)